# Vandamia mariepi
Vandamia mariepi är en fjärilsart som beskrevs av Van Son 1933. Vandamia mariepi ingår i släktet Vandamia och familjen trågspinnare. Inga underarter finns listade i Catalogue of Life.